# Statystyka Listy przebojów Programu Trzeciego

## Najwięcej tygodni na pierwszym miejscu
- 18 – Gotye feat. Kimbra – Somebody That I Used to Know[1]
- 14 – Lao Che – Wojenka
- 14 – Queen – These Are the Days of Our Lives[1]
- 11 – Bryan Adams – (Everything I Do) I Do It for You
- 11 – Dire Straits – Brothers in Arms
- 11 – Madonna – Frozen
- 10 – Męskie Granie Orkiestra 2018 – Początek
- 10 – Artur Rojek – Syreny
- 9 – Anita Lipnicka – I wszystko się może zdarzyć
- 9 – Depeche Mode – Heaven
- 9 – Depeche Mode – Where’s the Revolution
- 9 – Kult – Gdy nie ma dzieci
- 9 – Luxtorpeda – Wilki dwa
- 9 – Michael Jackson feat. Slash – Give In to Me
- 9 – Pet Shop Boys – It's a Sin
- 9 – Lao Che – Nie raj
- 8 – Edyta Bartosiewicz – Sen
- 8 – Europe – The Final Countdown
- 8 – Fisz Emade Tworzywo – Dwa Ognie

- 8 – Guns N’ Roses – Don’t Cry
- 8 – Jaromír Nohavica – Minulost
- 8 – Metallica – Whiskey in the Jar
- 8 – No Doubt – Don’t Speak
- 8 – Scorpions – Wind of Change
- 8 – The Cranberries – Zombie
- 8 – Muniek Staszczyk – Pola
- 7 – Artur Rojek – Beksa
- 7 – David Bowie – Lazarus
- 7 – Dawid Podsiadło – W dobrą stronę
- 7 – Fisz Emade Tworzywo feat. Justyna Święs – Ślady
- 7 – Monika Brodka – Horses
- 7 – Myslovitz – Długość dźwięku samotności
- 7 – Obywatel G.C. – Tak... Tak... To ja!
- 7 – Perfect – Autobiografia
- 7 – Pet Shop Boys – Always on My Mind
- 7 – Republika – Mamona
- 7 – Riverside – River Down Below
- 7 – Sinéad O’Connor – Nothing Compares 2 U

## Najwięcej tygodni na liście (wraz z poczekalnią)
- 79 – Archive – Again
- 69 – Beverley Craven – Promise Me
- 58 – Queen – These Are the Days of Our Lives
- 56 – Train – Drops of Jupiter (tylko poczekalnia)
- 55 – Madonna – Frozen
- 54 – De Mono – Kochać inaczej
- 53 – Fisz Emade Tworzywo – Jestem w niebie
- 53 – Florence and the Machine – Cosmic Love
- 52 – Perfect – Niepokonani
- 52 – R.E.M. – Everybody Hurts
- 52 – Riverside – Conceiving You (tylko poczekalnia)
- 51 – Guns N’ Roses – Don’t Cry
- 51 – Sinéad O’Connor – Nothing Compares 2 U

## Najwięcej utworów na pierwszym miejscu (wykonawca)
- 22 – Hey
  - Moja i twoja nadzieja (z Edytą Bartosiewicz), Dreams, Teksański, Misie, Is It Strange, Ja sowa, Anioł, List, Moja i twoja nadzieja '97 (z Gośćmi), 4 pory, Cisza, ja i czas, Cudzoziemka w raju kobiet, Muka!, Mru-mru, Mimo wszystko, Byłabym, Kto tam? Kto jest w środku?, Faza delta, Do rycerzy, do szlachty, do mieszczan, Prędko, prędzej, Historie, Gdzie jesteś, gdzie jestem?
- 17 – Depeche Mode
  - Shake the Disease, Enjoy the Silence, Policy of Truth, I Feel You, Walking in My Shoes, Dream On, Freelove, Precious, A Pain That I’m Used To, John the Revelator, Martyr, Wrong, Heaven, Soothe My Soul, Should Be Higher, Where's The Revolution, Going Backwards
- 17 – Edyta Bartosiewicz
  - Jedwab (z Różami Europy), Moja i twoja nadzieja (z Hey), Sen, Koziorożec, Tatuaż, Szał, Zegar, Ostatni, Jenny, Moja i twoja nadzieja '97 (z Hey i Gośćmi), Skłamałam, Cztery pokoje (z Kazikiem), Egoiści (z Agressiva 69), Niewinność, Trudno tak (z Krzysztofem Krawczykiem), Rozbitkowie, Cyrk
- 16 – Lady Pank
  - Kryzysowa narzeczona, Mniej niż zero, Moje Kilimandżaro, Wciąż bardziej obcy, Zamki na piasku, Fabryka małp, A to ohyda, Sztuka latania, Someone's Round the Corner, Rysunkowa postać, To co mam, Zostawcie Titanica, Zawsze tam gdzie ty, Znowu pada deszcz, Stacja Warszawa, Dobra konstelacja
- 16 – Republika
  - Kombinat, Sexy Doll, Telefony, Biała flaga, Śmierć w bikini, Znak „=", Arktyka, 'Nieustanne tango, Obcy astronom, Poranna wiadomość, Psy Pawłowa, Tak długo czekam (Ciało), Zawsze ty (Klatka), Moja krew, Mamona, Śmierć na 5
- 15 – U2
  - The Unforgettable Fire, Love Comes Tumbling, With or Without You, Desire, Hold Me Thrill Me Kiss Me Kill Me, Discothèque, Please, Sweetest Thing, Unchained Melody, Beautiful Day, Vertigo, The Saints Are Coming (z Green Day), Magnificent, I'll Go Crazy If I Don’t Go Crazy Tonight, Ordinary Love
- 14 – Kult
  - Do Ani, Krew Boga, Hej, czy nie wiecie, Arahja, Generał Ferreira / Rząd oficjalny, Panie Waldku Pan się nie boi (Lewy czerwcowy), Komu bije dzwon, Gdy nie ma dzieci, Dziewczyna bez zęba na przedzie, Marysia, Amnezja, Układ zamknięty, Prosto, Madryt
- 13 – Maanam
  - O! nie rób tyle hałasu, Paranoja jest goła, España Forever, Nie poganiaj mnie bo tracę oddech, Kocham cię, kochanie moje, To tylko tango, Jestem kobietą, Lucciola, Kreon, Zapatrzenie, Róża, Kraków – Ocean wolnego czasu, Blues Kory
- 11 – Madonna
  - La isla bonita, Who’s That Girl, Like a Prayer, Vogue, Take a Bow, You’ll See, Frozen, Beautiful Stranger, Sorry, 4 Minutes (z Justinem Timberlake), Miles Away
- 11 – Myslovitz
  - Długość dźwięku samotności, My, Chłopcy, Acidland, Sprzedawcy marzeń, Chciałbym umrzeć z miłości, Kraków (z Markiem Grechutą), Życie to surfing, Mieć czy być, 	Nocnym pociągiem aż do końca świata, W deszczu maleńkich żółtych kwiatów
- 10 – Katie Melua
  - Nine Million Bicycles, Spider’s Web, It’s Only Pain, Shy Boy, If You Were a Sailboat, Ghost Town, Two Bare Feet, The Flood, A Happy Place, To Kill You With a Kiss

- 10 – Dawid Podsiadło
  - Trójkąty i kwadraty, Nieznajomy, Elektryczny (z Męskie Granie Orkiestra), W dobrą stronę, Pastempomat, Wataha (z Męskie Granie Orkiestra), Początek (z Męskie Granie Orkiestra), Małomiasteczkowy, Nie ma fal, Trofea

- 9 – a-ha
  - Take on Me, The Sun Always Shines on T.V., Hunting High and Low, Stay on These Roads, Touchy!, Summer Moved On, Lifelines, Foot Of the Mountain, Nothing Is Keeping You Here
- 9 – Coldplay
  - In My Place, The Scientist, Speed of Sound, Talk, Violet Hill, Viva la vida, Life In Technicolor II, Paradise, Adventure of a Lifetime

- 8 – Lao Che
  - Hydropiekłowstąpienie, Zombi!, Tu, Wojenka, Bajka o misiu (tom pierwszy), Nie raj, Kapitan Polska, United Colors of Armagedon (live)

- 8 – Metallica
  - The Unforgiven, Nothing Else Matters, Until It Sleeps, Mama Said, Whiskey in the Jar, Nothing Else Matters (z Michaelem Kamenem i San Francisco Symphony Orchestra), The Day That Never Comes, Hardwired
- 8 – Red Hot Chili Peppers
  - Scar Tissue, Otherside, Californication, Road Trippin’, By the Way, The Zephyr Song, Dani California, The Adventures of Rain Dance Maggie

## Najwięcej tygodni na pierwszym miejscu (wykonawca)
- 56 – Hey
- 55 – Depeche Mode
- 47 – Republika
- 43 – Edyta Bartosiewicz
- 41 – Kult
- 38 – Lao Che
- 36 – U2
- 35 – Dawid Podsiadło
- 35 – Madonna
- 32 – Lady Pank

## Najwięcej utworów na liście
- 71 – Maanam
- 69 – Madonna
- 65 – T.Love
- 65 – U2
- 62 – Sting
- 61 – Lady Pank
- 59 – Voo Voo
- 57 – David Bowie
- 48 – Hey
- 46 – Kult

- 44 – Budka Suflera
- 44 – R.E.M.
- 44 – Michael Jackson
- 44 – Depeche Mode
- 44 – George Michael
- 42 – Bajm
- 41 – Anna Maria Jopek
- 41 – Bryan Adams
- 40 – Edyta Bartosiewicz

- 39 – a-ha
- 38 – Bruce Springsteen
- 38 – Grzegorz Turnau
- 38 – Nosowska
- 37 – Coldplay
- 36 – Elton John
- 36 – Kasia Kowalska
- 36 – Kayah
- 36 – Kazik
- 36 – Myslovitz
- 36 – Perfect
- 35 – Pet Shop Boys
- 35 – Urszula

- 34 – Lombard
- 34 – Pearl Jam
- 34 – Republika
- 34 – Tina Turner
- 33 – Lenny Kravitz
- 33 – Queen
- 33 – Prince
- 33 – Phil Collins
- 33 – Stanisław Soyka
- 32 – Simply Red

- 30 – Red Hot Chili Peppers
- 29 – Anita Lipnicka
- 29 – Basia
- 29 – Whitney Houston
- 29 – Mariah Carey
- 29 – The Cure
- 29 – Toto
- 28 – De Mono
- 28 – Roxette
- 28 – Sinéad O’Connor

- 27 – Bon Jovi
- 27 – The Rolling Stones
- 27 – Tori Amos
- 26 – Chris Rea
- 26 – Eric Clapton
- 26 – Kombi
- 26 – Mark Knopfler
- 26 – Metallica
- 26 – The Cranberries
- 26 – Varius Manx
- 25 – Katie Melua
- 25 – Placebo
- 25 – Raz, Dwa, Trzy
- 25 – Wilki

### Kumulatywne podsumowanie indywidualnych osiągnięć
| Artysta               | Grupy i projekty muzyczne | Kumulatywna liczba piosenek |
| --------------------- | --- | --------------------------- |
| Katarzyna Nosowska    | - Hey (48) - Nosowska (18) - Kasia Nosowska (19) - & Yugoton (1) - & Męskie Granie (3)                                                                                                 | 89                          |
| Kazimierz Staszewski  | - Kazik (19) - Kazik Staszewski (3) - & Kwartet Proforma (6) - & Zdunek Ensemble (1) - Kult (46) - & Yugoton (2) - L-Dópa (2) - El Doöpa (1) - Kazik na Żywo (4) - & Męskie Granie (2) | 86                          |
| Olga Sipowicz         | - Maanam (70) - Kora (12) | 82                          |
| Marek Jackowski       | - Maanam (71) - Marek Jackowski (6) | 78                          |
| Zygmunt Staszczyk     | - T.Love (62) - T.Love Alternative (3) - Muniek/Muniek Staszczyk (8) - Szwagierkolaska (5)                                                                                             | 78                          |
| Paul Hewson           | - U2 (64) - Bono (9) - Passengers (1) - Band Aid (1) - Band Aid 20 (1) - Perfect Day '97 (1)                                                                                           | 77                          |
| Wojciech Waglewski    | - Voo Voo (53) - Voo Voo-Nootki (2) - & Haydamaky (2) - Wojciech Waglewski (18) - Przyjaciele Karpia (1)                                                                               | 76                          |
| Jan Borysewicz        | - Lady Pank (59) - Jan Borysewicz (2) - & Kukiz (3) - Jan Bo (4) | 68                          |
| Gordon Sumner         | - The Police (5) - Sting (61) - Band Aid (1) | 67                          |
| Janusz Panasewicz     | - Lady Pank (59) - Janusz Panasewicz (3) | 62                          |
| Jarosław Polak        | - T.Love (52) - T. Love Alternative (3) - Sidney Polak (7) | 62                          |
| Dave Gahan            | - Depeche Mode (44) - Dave Gahan (8) | 52                          |
| Georgios Panayiotou   | - Wham! (7) - George Michael (43) - Band Aid (1) | 51                          |
| Beata Kozidrak        | - Bajm (42) - Beata (7) | 49                          |
| Krzysztof Cugowski    | - Budka Suflera (44) - Krzysztof Cugowski (5) | 49                          |
| Grzegorz Ciechowski   | - Republika (34) - Obywatel G.C. (12) - Grzegorz z Ciechowa (2) | 48                          |
| Phil Collins          | - Genesis (13) - Phil Collins (33) - Band Aid (1) | 47                          |
| Grzegorz Markowski    | - Perfect (36) - Grzegorz Markowski (8) - Osiem Błogosławieństw (1) - Moja i Twoja nadzieja '97 (1)                                                                                    | 46                          |
| Robert Gawliński      | - Wilki (25) - Robert Gawliński (20) | 45                          |
| Artur Rojek           | - Myslovitz (29) - Artur Rojek (12) - & Męskie Granie (2) - Lenny Valentino (2) | 45                          |
| Morten Harket         | - a-ha (39) - Morten Harket (3) | 42                          |
| Farrokh Bulsara       | - Queen (33) - Freddie Mercury (8) | 41                          |
| Mick Jagger           | - The Rolling Stones (26) - Mick Jagger (14) | 40                          |
| Andrzej Krzywy        | - De Mono (28) - Andrzej Krzywy (4) - Daab (7) | 39                          |
| Brian May             | - Queen (33) - Brian May (5) | 38                          |
| Kayah                 | - Kayah (33) - & Goran Bregović (4) - Artyści dla Aleppo (1) | 38                          |
| Anita Lipnicka        | - Varius Manx (11) - Anita Lipnica (17) - & John Porter (7) - & The Hats (3) | 38                          |
| Artur Andrus          | - Przyjaciele Karpia (16) - Artur Andrus (19) - Westchnienie Haremu (1) | 36                          |
| Paul McCartney        | - The Beatles (10) - Paul McCartney (24) - Band Aid (1) - Band Aid 20 (1) | 36                          |
| Eddie Vedder          | - Pearl Jam (32) - Eddie Vedder (4) | 36                          |
| Robert Chojnacki      | - De Mono (28) - Robert Chojnacki (8) | 36                          |
| Chris Martin          | - Coldplay (34) - Bank Aid 20 (1) | 35                          |
| Paweł Kukiz           | - Piersi (8) - Kukiz (3) - Paweł Kukiz (3) - & Yugoton (2) - & Yugopolis (2) - & Borysewicz (3) - Aya RL (12)                                                                          | 33                          |
| John Francis Bongiovi | - Bon Jovi (27) - Jon Bon Jovi (6) | 33                          |
| Annie Lennox          | - Eurythmics (20) - Annie Lennox (14) | 34                          |
| Adam Nowak            | - Raz, Dwa, Trzy (25) - Adam Nowak (6) - Artyści dla Aleppo (1) | 32                          |
| Andrzej Smolik        | - Wilki (12) - Smolik (18) | 30                          |
| Robert Janson         | - Varius Manx (25) - Janson (4) | 29                          |
| Robert Plant          | - Led Zeppelin (4) - Robert Plant (24) - The Honeydrippers (1) | 29                          |
| Brian Molko           | - Placebo (26) - & Timo Maas (1) | 27                          |
| Dolores O’Riordan     | - The Cranberries (26) - Dolores O’Riordan (2) | 28                          |
| Krzysztof Grabowski   | - Strachy Na Lachy (21) - Pidżama Porno (5) - & Męskie Granie (1) | 27                          |
| Kasia Stankiewicz     | - Varius Manx (8) - Varius Manx & Kasia Stankiewicz (4) - Kasia Stankiewicz (12) | 24                          |
| Robbie Williams       | - Take That (2) - 1 Giant Leap (1) - Robbie Williams (19) - Band Aid 20 (1) | 23                          |
| Damon Albarn          | - Blur (12) - Gorillaz (10) - The Good, the Bad & the Queen (1) | 23                          |
| Jakub Sienkiewicz     | - Elektryczne Gitary (19) - Kuba Sienkiewicz (4) | 23                          |
| Artur Gadowski        | - Ira (20) - Artur Gadowski (3) | 23                          |
| Robert Friedrich      | - Kazik Na Żywo (4) - Acid Drinkers (2) - Armia (3) - Arka Noego (2) - Luxtorpeda (8) - 2 TM 2,3 (1) - Tomasz Budzyński (1)                                                            | 21                          |
| Agnieszka Chylińska   | - O.N.A. (17) - Chylińska (3) - Agnieszka Chylińska (1) | 21                          |
| Bartosz Waglewski     | - Fisz (2) - Fisz, Emade (2) - Waglewski, Fisz, Emade (5) - Fisz, Emade, Tworzywo (10)                                                                                                 | 19                          |
| Hubert Dobaczewski    | - Lao Che (18) - Spięty (1) | 19                          |

## Najwięcej utworów na pierwszym miejscu (album)
- 6 – Lady Pank – Lady Pank
  - Kryzysowa narzeczona, Mniej niż zero, Fabryka małp, Moje Kilimandżaro, Wciąż bardziej obcy, Zamki na piasku
- 4 – Californication – Red Hot Chili Peppers
  - Scar Tissue, Otherside, Californication, Road Trippin’
- 4 – Loose – Nelly Furtado
  - Maneater, All Good Things (Come to an End), Say It Right, In God’s Hands
- 4 – Nieustanne tango – Republika
  - Nieustanne tango, Obcy astronom, Poranna wiadomość, Psy Pawłowa
- 4 – Ostateczny krach systemu korporacji – Kult
  - Panie Waldku Pan się nie boi (Lewy czerwcowy), Komu bije dzwon, Gdy nie ma dzieci, Dziewczyna bez zęba na przedzie
- 4 – Piece by Piece – Katie Melua
  - Nine Million Bicycles, Spider’s Web, It’s Only Pain, Shy Boy

## Najwięcej tygodni na pierwszym miejscu (album)
- 20 – Ostateczny krach systemu korporacji – Kult
  - Panie Waldku Pan się nie boi (Lewy czerwcowy), Komu bije dzwon, Gdy nie ma dzieci, Dziewczyna bez zęba na przedzie
- 18 – Dzieciom – Lao Che
  - Tu, Wojenka, Bajka o misiu (tom pierwszy)
- 18 – Making Mirrors – Gotye
  - Somebody That I Used to Know
- 18 – Składam się z ciągłych powtórzeń – Artur Rojek
  - Beksa, Syreny, Czas który pozostał
- 17 – Innuendo – Queen
  - Ride the Wild Wind, These Are the Days of Our Lives
- 16 – Lady Pank – Lady Pank
  - Kryzysowa narzeczona, Mniej niż zero, Moje Kilimandżaro, Wciąż bardziej obcy, Zamki na piasku, Fabryka małp
- 14 – Brothers in Arms – Dire Straits
  - So Far Away, Brothers in Arms, Your Latest Trick
- 14 – Sen – Edyta Bartosiewicz
  - Sen, Koziorożec, Tatuaż
- 14 – Use Your Illusion – Guns N’ Roses
  - Don’t Cry, November Rain, Civil War
- 13 – Californication – Red Hot Chili Peppers
  - Scar Tissue, Otherside, Californication, Road Trippin’
- 13 – Dangerous – Michael Jackson
  - Black or White, Heal the World, Give In to Me
- 13 – Loose – Nelly Furtado
  - Maneater, All Good Things (Come to an End), Say It Right, In God’s Hands

- 13 – Wiedza o społeczeństwie – Lao Che
  - Nie raj, Kapitan Polska

- 13 – Wszystko się może zdarzyć – Anita Lipnicka
  - I wszystko się może zdarzyć, Piękna i rycerz

## Największy skok na pierwsze miejsce
- 32-1 – Republika – Tak długo czekam (Ciało)
- 32-1 – Dawid Podsiadło – Nie ma fal
- 31-1 – Edyta Górniak – To nie ja
- 30-1 – Republika – Obcy astronom
- 28-1 – Kasia Kowalska – Chcę znać swój grzech
- 22-1 – Maanam – Kraków – Ocean wolnego czasu
- 22-1 – Przyjaciele Karpia – Idą Święta
- 21-1 – Edyta Górniak & Mietek Szcześniak – Dumka na dwa serca
- 20-1 – Anita Lipnicka – Piękna i rycerz

## Debiut utworu na pierwszym miejscu
- Republika – Tak długo czekam (Ciało) – notowanie 175 z dnia 10 sierpnia 1985
- Edyta Górniak – To nie ja – notowanie 640 z dnia 20 maja 1994
- Przyjaciele Karpia IV – Restauracja – notowanie 1141 z dnia 12 grudnia 2003 (debiut z pominięciem poczekalni)
- Artur Andrus – Ballada o Baronie, Niedźwiedziu i Czarnej Helenie – notowanie nr 1502 z dnia 12 listopada 2010 (debiut z pominięciem poczekalni)[2]
- Adele – Skyfall – notowanie 1602 z dnia 12 października 2012 (debiut z pominięciem poczekalni)
- Kult – Prosto – notowanie 1659 z dnia 15 listopada 2013 (debiut z pominięciem poczekalni)
- Artur Rojek – Beksa – notowanie 1674 z dnia 28 lutego 2014 (debiut z pominięciem poczekalni)
- Artur Rojek – Syreny – notowanie 1686 z dnia 23 maja 2014 (debiut z pominięciem poczekalni)
- Lao Che – Wojenka - notowanie 1736 z dnia 8 maja 2015 (debiut z pominięciem poczekalni)
- Adele – Hello – notowanie 1761 z dnia 30 października 2015 (debiut z pominięciem poczekalni)
- Hey – Gdzie jesteś, gdzie jestem? – notowanie 1860 z dnia 22 września 2017 (debiut z pominięciem poczekalni)
- Dawid Podsiadło – Nie ma fal – notowanie 1915 z dnia 12 października 2018
- Kazik Staszewski – Twój ból jest lepszy niż mój – notowanie 1998 z dnia 15 maja 2020 (debiut z pominięciem poczekalni, notowanie unieważniono[3]; po ponownym przeliczeniu głosów, utwór znalazł się na czwartym miejscu.)

## Zastąpienie pierwszego miejsca piosenką tego samego wykonawcy
- Europe
  - The Final Countdown i Rock the Night
- Pet Shop Boys
  - Rent i Always on my mind
- Obywatel G.C.
  - Nie pytaj o Polskę... i Tak... tak... to ja!
- Queen
  - Ride the Wild Wind i These Are the Days of Our Lives
- Bryan Adams
  - Please Forgive Me i All for Love
- Anita Lipnicka
  - I wszystko się może zdarzyć i Piękna i rycerz
- Kult
  - Panie Waldku, Pan się nie boi (Lewy czerwcowy) i Komu bije dzwon
- Yugopolis
  - Malcziki i Rzadko widuję cię z dziewczętami
- Depeche Mode
  - Heaven i Soothe My Soul
- Artur Rojek
  - Beksa i Syreny
- Fisz Emade Tworzywo
  - Pył i Ślady
- Jaromír Nohavica
  - Empire State i Czarna dziura
- Dawid Podsiadło
  - Początek i Małomiasteczkowy